# 風神 (Vaundyの曲)
「風神」（ふうじん）は、日本のミュージシャン・Vaundyの楽曲。配信限定シングルとしてSDR / Sony Music Labelsより2024年10月12日に各音楽配信サービスにてリリースされた 。
前作の配信シングル『GORILLA芝居』から約2週間ぶりのリリースとなる。
本楽曲は、TBS系金曜ドラマ『ライオンの隠れ家』の主題歌として書き下ろされた楽曲である。
本作の配信ジャケットは、画家のburiが手掛けた。

## ミュージック・ビデオ
本楽曲のミュージックビデオは11月2日に公開された。Vaundy本人がディレクターを担当した。
齋藤飛鳥が出演し、主人公、脳、心臓、風神の4役を演じている。

## 収録内容
| 全作詞・作曲・編曲: Vaundy。 |          |        |            |      |
| #                            | タイトル | 作詞   | 作曲・編曲 | 時間 |
| 1.                           | 「風神」 | Vaundy | Vaundy     | 3:55 |